# Crathorne
Crathorne – wieś w Anglii, w hrabstwie North Yorkshire, w dystrykcie (unitary authority) North Yorkshire. Leży 57 km na północ od miasta York i 337 km na północ od Londynu.